# Awesome (logiciel)
Pour les articles homonymes, voir awesome.

Awesome est un gestionnaire de fenêtres

awesome est un gestionnaire de fenêtres libre fonctionnant au-dessus du système X Window sur les machines de type UNIX. Son objectif est de rester très léger et de proposer plusieurs dispositions de fenêtres : maximisation, flottante, mais aussi placées automatiquement sous forme de mosaïques (qui est un mode appelé tiling), à l’instar de Ion.

## Historique
Le développement d’awesome a commencé en septembre 2007 et était  initialement fondé sur le code de dwm.

### Version 2
Toute la configuration se fait dans un seul fichier, le fichier .awesomerc.

### Version 3
La version 3, parue le 18 septembre 2008, marque la fin du maintien de la branche 2.x. Cette version apporte de nombreuses nouvelles fonctionnalités dont la gestion de la configuration utilisateur. Le langage de script Lua est maintenant utilisé et permet de personnaliser plus largement awesome. À partir de cette version, la bibliothèque XCB est utilisée pour communiquer avec le serveur X.
Les configurations écrites pour les versions 2.x d’awesome ne sont pas prises en charge dans cette version.
Dans la version 3 d’awesome, la configuration se fait dans le fichier ~/.config/awesome/rc.lua.

## Fonctionnalités
- Awesome propose 11 modes de tuilage ainsi que le placement libre.
- La barre des tâches est incluse de base avec le support du texte et des images.
- Les éléments de la barre des tâches sont écrits sous la forme de widgets, l'utilisateur peut rajouter ses propres widgets en éditant le fichier de configuration. Plusieurs bibliothèques de widgets sont disponibles tel que vicious et obvious.